# Аденозинтрифосфат
Аденозинтрифосфа́т (АТФ) або аденозинтрифо́сфорна кислота́ — органічна сполука, що переносить енергію для багатьох процесів, таких як скорочення м'язів, передача нервових імпульсів і відтворення клітин. Зелені рослини використовують світлову енергію для виробництва АТФ у процесі фотосинтезу. АТФ присутня у всіх відомих формах життя. Унаслідок метаболічних процесів АТФ перетворюється або на аденозиндифосфат (АДФ), або на аденозинмонофосфат (АМФ).
АТФ є нуклеотидом, що містить аденін, рибозу і три фосфатні групи. У реакціях, що протікають у клітині, АТФ бере участь у вигляді Mg2+-комплексу. АТФ є головним донором енергії, яка використовується безпосередньо, і не є формою запасання енергії.
Центральну роль АТФ в обміні енергії в біологічних системах відкрили Фріц Ліпман і Герман Калькар 1941 року.
Хімічна формула: C10H16N5O13P3